# 伊麗絲·史威爾
伊麗絲·史威爾（英語：Elyse Sewell，1982年6月10日—），來自美國的時裝模特兒，她主要在香港發展事業。她也是全美超級模特兒新秀大賽第一季的參賽者。

## 個人生平

### 超模大賽
伊麗絲在2003年參加第一季全美超級模特兒新秀大賽，因為體型纖瘦，所以比賽期間常常被其他參賽者說她有厭食症，而本人則澄清其纖瘦身型是來自家族遺傳。最後因為態度欠佳而被淘汰，得到第三名。

### 模特兒事業
比賽之後，伊麗絲分別和多間模特兒經紀簽約，分別為Wilhelmina Models（美國）、Q5 Models（波特蘭）、Elite Models（智利）、Studio KLRP（巴黎）、M4 models（漢堡市）及Dreamodels Workshop（香港）。
2006年，伊麗絲為香港珠寶品牌周生生拍攝電視廣告及平面廣告。2007年，伊麗絲在Crown Casino Hotel Macao廣告出現，伊麗絲在廣告中與明星周潤發合作。

## 外部連結
- 伊麗絲·史威爾在互联网电影资料库（IMDb）上的資料（英文）
- 伊麗絲的Livejournal
- 伊麗絲的個人YouTube